# میسلبرگ
میسلبرگ (به آلمانی: Misselberg) یک شهر در آلمان است که در Verbandsgemeinde Nassau واقع شده‌است. میسلبرگ ۸۶ نفر جمعیت دارد.